# Джорджо Авола
Джорджо Авола   (італ. Giorgio Avola, 8 травня 1989) — італійський фехтувальник, олімпійський чемпіон 2012 року, чотириразовий чемпіон світу.

## Виступи на Олімпіадах
| Олімпіада           | Дисципліна           | Місце |
| ------------------- | -------------------- | ----- |
| Лондон 2012         | командна рапіра      | 1     |
| Ріо-де-Жанейро 2016 | індивідуальна рапіра | 6     |
| Ріо-де-Жанейро 2016 | командна рапіра      | 4     |
| Токіо 2020          | командна рапіра      | 5     |